# Кіпаль
Кіпа́ль (Hesperiphona) — рід горобцеподібних птахів родини в'юркових (Fringillidae). Представники цього роду мешкають в Азії і Північній Америці.

## Етимологія
Рід був введений у 1850 році французьким натуралістом Шарлем Люсьєном Бонапартом із типовим видом кіпалем жовтобровим. Наукова назва роду Hesperiphona походить від сполучення слів дав.-гр. ἑσπερος — вечір і дав.-гр. φωνη — звук, плач.

## Види
Рід містить два види:.
| Зображення | Латинська назва         | Українська назва    | Ареал поширення                                            |
| ---------- | ----------------------- | ------------------- | ---------------------------------------------------------- |
|            | Hesperiphona vespertina | Кіпаль жовтобровий  | Канада, західні гірські райони Сполучених Штатів і Мексики |
|            | Hesperiphona abeillei   | Кіпаль чорноголовий | Центральна Америка, переважно в Мексиці і Гватемалі        |